# Draft 2015 de la NBA
2014 2016
La draft 2015 de la NBA est la 69e draft annuelle de la National Basketball Association (NBA), se déroulant en amont de la saison 2015-2016. Elle a lieu le jeudi 25 juin 2015 au Barclays Center de Brooklyn. Elle est retransmise sur la chaîne de ESPN aux États-Unis et sur la chaîne beIN Sports en France.
La draft de la NBA est un événement annuel où les joueurs des universités ayant au moins 19 ans le jour de la draft et ayant quitté le lycée depuis au minimum 1 an sont choisis pour jouer dans une équipe professionnelle de la National Basketball Association (NBA). Les joueurs étrangers de plus de 19 ans sont eux aussi éligibles.
La loterie pour désigner la franchise qui choisit en première un joueur, consiste en une loterie pondérée : parmi les équipes non qualifiées en playoffs, les chances de remporter le premier choix sont de 25% pour la plus mauvaise équipe, et de 0,5% pour la « moins mauvaise », où chaque équipe se voit confier aléatoirement 250 à 5 combinaisons différentes.
Les Timberwolves du Minnesota ont alors l'opportunité de sélectionner en première position, pour la deuxième fois consécutivement, après Andrew Wiggins, et font le choix de Karl-Anthony Towns. Towns remporte également le titre de NBA Rookie of the Year, à l'unanimité, à l'issue de sa première saison professionnelle.

## Règles d'éligibilité
La draft est menée en vertu des règles d'admissibilité établies dans la nouvelle convention collective de 2011, désignée sous le terme de Collective Bargaining Agreement ou CBA. Cette convention est signée entre la ligue et le syndicat des joueurs. Le CBA qui a mis fin au lock-out de 2011 n'a institué aucun changement immédiat à la draft, mais a appelé à un comité de propriétaires et de joueurs pour discuter des changements à venir. À partir de 2012, les règles d'admissibilité de base pour la draft sont listés ci-dessous :
- Tous les joueurs repêchés (draftés) doivent avoir au moins 19 ans au cours de l'année civile de la draft. En termes de dates, les joueurs admissibles au repêchage de 2015 doivent être nés avant le 31 décembre 1996[6].
- Tout joueur qui n'est pas un « joueur international », tel que défini par le CBA, doit être retiré au moins un an de sa classe de lycée[6]. Le CBA définit les « joueurs internationaux » comme des joueurs qui ont résidé de manière permanente en dehors des États-Unis pendant trois ans avant la draft, qui n'ont pas terminé l'école secondaire aux États-Unis, et n'ont jamais été inscrits dans un collège ou une université américaine[6].

L'exigence de base pour l'admissibilité automatique pour un joueur américain est l'achèvement de son admissibilité au collège. Les joueurs qui répondent à la définition du CBA des « joueurs internationaux » sont automatiquement admissibles si leur 22e anniversaire tombe pendant l'année civile de la draft (c'est-à-dire nés avant le 31 décembre 1992). Les joueurs américains qui ont arrêté au moins un an leurs études secondaires et qui ont joué au basket-ball dans les ligues mineures avec une équipe en dehors de la NBA sont également automatiquement admissibles.
Un joueur qui n'est pas automatiquement admissible doit déclarer son éligibilité pour la draft en informant les bureaux NBA par écrit au plus tard 60 jours avant la draft. Pour la draft de 2015, cette date est tombée le 26 avril. Selon les règles de la NCAA, les joueurs ont seulement jusqu'en avril pour se retirer de la draft et de maintenir leur admissibilité au collège.
Un joueur qui a embauché un agent perd son admissibilité pour les années de collège restantes. En outre, le CBA permet à un joueur de se retirer de la draft à deux reprises.

## Candidats
91 joueurs - 48 joueurs universitaires et 43 joueurs internationaux se sont inscrits la draft 2015 de la NBA avant la date limite le 26 avril 2015. Ils ont jusqu'au 15 juin pour se retirer de la liste.
Après la date limite du 15 juin, 58 joueurs - 47 joueurs universitaires et 11 joueurs internationaux sont définitivement inscrit à la draft.

### Joueurs universitaires
Les 47 joueurs suivants sont inscrits à la draft. Les étudiants sont classés selon leurs années d'étude. Voici la liste officiel publiée par la NBA,.
| Freshman : 1re année | Sophomore : 2e année | Junior : 3e année |

| - Cliff Alexander – F, Kansas (freshman) - Justin Anderson – G, Virginie (junior) - Brandon Ashley – F, Arizona (junior) - Satnam Singh Bhamara – C, IMG Academy - Devin Booker – G, Kentucky (freshman) - Willie Cauley-Stein – F, Kentucky (junior) - Sam Dekker – F, Wisconsin (junior) - Michael Frazier II – SG, Floride (junior) - Olivier Hanlan – G, Boston College (junior) - Montrezl Harrell – PF, Louisville (junior) - Aaron Harrison – G, Kentucky (sophomore) - Andrew Harrison – G, Kentucky (sophomore) - Tyler Harvey – G, Washington (junior) - Rondae Hollis-Jefferson – F, Arizona (sophomore) - R. J. Hunter – SG, Georgia State (junior) - Vince Hunter – G, UTEP (sophomore) - Charles Jackson – C, Tennessee Tech (junior) - Dakari Johnson – C, Kentucky (sophomore) - Stanley Johnson – F, Arizona (freshman) - Tyus Jones – G, Duke (freshman) - Trevor Lacey – G, NC State (junior) - Kevon Looney – F, UCLA (freshman) - Trey Lyles – F, Kentucky (freshman) | - Jarell Martin – F, LSU (sophomore) - Chris McCullough – F, Syracuse (freshman) - Jordan Mickey – F, LSU (sophomore) - Jahlil Okafor – C, Duke (freshman) - Kelly Oubre – F, Kansas (freshman) - Ashton Pankey – F, Manhattan - Cameron Payne – G, Murray State (sophomore) - Terran Petteway – F, Nebraska (junior) - Bobby Portis – F, Arkansas (sophomore) - Michael Qualls – G, Arkansas (junior) - Terry Rozier – SG, Louisville (sophomore) - D'Angelo Russell – G, Ohio State (freshman) - Deonta Stocks – F, West Georgia (sophomore) - Jherrod Stiggers – G, Houston (junior) - Aaron Thomas – G, Florida State (junior) - J. P. Tokoto – F, North Carolina (junior) - Karl-Anthony Towns – C, Kentucky (freshman) - Myles Turner – C, Texas (freshman) - Robert Upshaw – C, Washington (sophomore) - Rashad Vaughn – PG, UNLV (sophomore) - Chris Walker – F, Floride (sophomore) - Justise Winslow – F, Duke (freshman) - Christian Wood – F, UNLV (sophomore) |

### Joueurs internationaux
Les 11 joueurs internationaux suivants ont entre 17 et 22 ans et sont définitivement inscrits à la draft 2015 (sur 43 joueurs inscrits),.
| - Dimítris Agravánis – F, Olympiakós (Grèce) - Willy Hernangómez – C, CDB Séville (Espagne) - Mario Hezonja – SG, FC Barcelone (Espagne) - Mouhammadou Jaiteh – FC, JSF Nanterre (France) - Lee Jong-hyun – C, Université de Corée (Corée du Sud) - Nikola Milutinov – C, Partizan Belgrade (Serbie) | - Cedi Osman – SG, Anadolu Efes (Turquie) - Kristaps Porziņģis – FC, CDB Séville (Espagne) - Nikola Radičević – PG, CDB Séville (Espagne) - Juan Pablo Vaulet – PF, Bahía Blanca (Argentine) - Adin Vrabac – SF, TBB Trier (Allemagne) |

### Autres joueurs candidats automatiquement
Les joueurs suivants ne proviennent pas directement d'un cursus universitaire, ils ont déjà signé un contrat avec une équipe de basket-ball dans une autre ligue que la NBA après avoir suivi une partie du cursus universitaire, ils sont donc éligibles automatiquement.
Le critère d'admissibilité varie légèrement selon que le joueur est « international » ou non.
Pour un joueur "international", le contrat doit être avec une équipe américaine qui ne fait pas partie de la NBA, comme une équipe de D-League.
Pour les joueurs non internationaux, le contrat peut être avec une équipe non américaine.
La citoyenneté n'est pas un critère pour déterminer si un joueur est "international" sous la CBA.
Pour qu'un joueur soit "international" sous l'ABC, il doit répondre à tous les critères suivants :
- Résident à l'extérieur des États-Unis pendant au moins trois ans au moment de la draft.
- N'a pas terminé son cursus universitaire.
- N'a jamais été inscrits dans un collège ou une université américaine.

| - Jamal Jones – F, 87ers du Delaware (D-League) - Todd Mayo – G, Westchester Knicks (D-League) - Emmanuel Mudiay – G, Guangdong Southern Tigers (Chine) - Naadir Tharpe – G, D-Fenders de Los Angeles (D-League) - Jarvis Threatt – G, Vipers de Rio Grande Valley (D-League) |

## Loterie de la draft
Les 14 premiers choix de la draft appartiennent aux équipes qui ont raté les playoffs NBA, aussi appelés séries éliminatoires par les francophones d'Amérique du Nord. L'ordre a été déterminé par un tirage au sort. La loterie (lottery) a déterminé les trois équipes qui obtiennent les trois premiers choix de la draft (et leur ordre de choix). Les choix de premier tour restant et les choix du deuxième tour sont affectés aux équipes dans l'ordre inverse de leur bilan victoires-défaites lors de la saison 2014-2015. Elle a lieu le 19 mai 2015. Ce sont les Timberwolves du Minnesota qui obtiennent le premier choix, pour la seconde fois consécutive.
Ci-dessous les chances de chaque équipe pour la loterie de la draft 2015.
| ^ | Signale le résultat de la loterie |

| Équipe                    | Bilan 2014-2015 | Chances d'avoir la loterie | Choix | Choix | Choix | Choix | Choix | Choix | Choix | Choix | Choix | Choix | Choix | Choix | Choix | Choix |
| Équipe                    | Bilan 2014-2015 | Chances d'avoir la loterie | 1er   | 2e    | 3e    | 4e    | 5e    | 6e    | 7e    | 8e    | 9e    | 10e   | 11e   | 12e   | 13e   | 14e   |
| ------------------------- | --------------- | -------------------------- | ----- | ----- | ----- | ----- | ----- | ----- | ----- | ----- | ----- | ----- | ----- | ----- | ----- | ----- |
| Timberwolves du Minnesota | 16-66           | 250                        | ^25,0 | 21,5  | 17,7  | 35,8  | —     | —     | —     | —     | —     | —     | —     | —     | —     | —     |
| Knicks de New York        | 17-65           | 199                        | 19,9  | 18,8  | 17,1  | ^31,9 | 12,4  | —     | —     | —     | —     | —     | —     | —     | —     | —     |
| 76ers de Philadelphie     | 18-64           | 156                        | 15,6  | 14,3  | ^14,5 | 23,8  | 29,0  | 4,6   | —     | —     | —     | —     | —     | —     | —     | —     |
| Lakers de Los Angeles     | 21-61           | 119                        | 11,9  | ^12,6 | 13,3  | 9,9   | 35,1  | 16,1  | 1,3   | —     | —     | —     | —     | —     | —     | —     |
| Magic d'Orlando           | 25-57           | 88                         | 8,8   | 9,7   | 10,7  | —     | ^26,2 | 36,0  | 16,1  | 1,2   | —     | —     | —     | —     | —     | —     |
| Kings de Sacramento       | 29-53           | 63                         | 6,3   | 7,1   | 8,1   | —     | —     | ^44,0 | 30,4  | 4,0   | 0,1   | —     | —     | —     | —     | —     |
| Nuggets de Denver         | 30-52           | 43                         | 3,6   | 4,2   | 4,9   | —     | —     | —     | ^60,0 | 25,3  | 2,1   | 0,0   | —     | —     | —     | —     |
| Pistons de Détroit        | 32-50           | 28                         | 3,5   | 4,1   | 4,8   | —     | —     | —     | —     | ^70,4 | 16,5  | 0,8   | 0,0   | —     | —     | —     |
| Hornets de Charlotte      | 33-49           | 17                         | 1,7   | 2,0   | 2,4   | —     | —     | —     | —     | —     | ^81,3 | 12,2  | 0,4   | 0,0   | —     | —     |
| Heat de Miami             | 37-45           | 11                         | 1,1   | 1,3   | 1,6   | —     | —     | —     | —     | —     | —     | ^87,0 | 8,9   | 0,2   | 0,0   | —     |
| Pacers de l'Indiana       | 38-44           | 8                          | 0,8   | 0,9   | 1,2   | —     | —     | —     | —     | —     | —     | —     | ^90,7 | 6,3   | 0,1   | 0,0   |
| Jazz de l'Utah            | 38-44           | 7                          | 0,7   | 0,8   | 1,0   | —     | —     | —     | —     | —     | —     | —     | —     | ^93,5 | 3,9   | 0,0   |
| Suns de Phoenix           | 39-43           | 6                          | 0,6   | 0,7   | 0,9   | —     | —     | —     | —     | —     | —     | —     | —     | —     | ^96,0 | 1,8   |
| Thunder d'Oklahoma City   | 45-37           | 5                          | 0,5   | 0,6   | 0,7   | —     | —     | —     | —     | —     | —     | —     | —     | —     | —     | ^98,2 |

## Draft

### Légende
| ^ | Signale un joueur qui a été intronisé au Basketball Hall of Fame                                                                |
| * | Signale un joueur qui a été sélectionné pour au moins un match annuel NBA All-Star Game et une récompense annuelle All-NBA Team |
| + | Signale un joueur qui a été sélectionné pour au moins un match annuel NBA All-Star Game                                         |
| x | Signale un joueur qui a été sélectionné pour au moins une récompense annuelle All-NBA Team                                      |
| R | Signale le joueur qui a remporté le titre de NBA Rookie of the Year                                                             |

### Premier tour
| Choix | Nom                     | Position          | Nationalité                      | Équipe                                                                 | Provenance                    |
| ----- | ----------------------- | ----------------- | -------------------------------- | ---------------------------------------------------------------------- | ----------------------------- |
| 1     | Karl-Anthony Towns* R   | Pivot             | République dominicaine           | Timberwolves du Minnesota                                              | Wildcats du Kentucky          |
| 2     | D'Angelo Russell+       | Meneur            | États-Unis                       | Lakers de Los Angeles                                                  | Buckeyes d'Ohio State         |
| 3     | Jahlil Okafor           | Pivot             | États-Unis                       | 76ers de Philadelphie                                                  | Blue Devils de Duke           |
| 4     | Kristaps Porziņģis+     | Ailier fort       | Lettonie                         | Knicks de New York                                                     | CDB Séville (Espagne)         |
| 5     | Mario Hezonja           | Arrière Ailier    | Croatie                          | Magic d'Orlando                                                        | FC Barcelone (Espagne)        |
| 6     | Willie Cauley-Stein     | Pivot             | États-Unis                       | Kings de Sacramento                                                    | Wildcats du Kentucky          |
| 7     | Emmanuel Mudiay         | Meneur            | République démocratique du Congo | Nuggets de Denver                                                      | Guangdong Southern Tigers     |
| 8     | Stanley Johnson         | Ailier            | États-Unis                       | Pistons de Détroit                                                     | Wildcats de l'Arizona         |
| 9     | Frank Kaminsky          | Ailier fort Pivot | États-Unis                       | Hornets de Charlotte                                                   | Badgers du Wisconsin          |
| 10    | Justise Winslow         | Ailier            | États-Unis                       | Heat de Miami                                                          | Blue Devils de Duke           |
| 11    | Myles Turner            | Pivot             | États-Unis                       | Pacers de l'Indiana                                                    | Longhorns du Texas            |
| 12    | Trey Lyles              | Ailier fort Pivot | Canada                           | Jazz de l'Utah                                                         | Wildcats du Kentucky          |
| 13    | Devin Booker*           | Arrière           | États-Unis                       | Suns de Phoenix                                                        | Wildcats du Kentucky          |
| 14    | Cameron Payne           | Meneur            | États-Unis                       | Thunder d'Oklahoma City                                                | Racers de Murray State        |
| 15    | Kelly Oubre             | Ailier            | États-Unis                       | Hawks d'Atlanta (en provenance de Brooklyn) , (transféré à Washington) | Jayhawks du Kansas            |
| 16    | Terry Rozier            | Meneur Arrière    | États-Unis                       | Celtics de Boston                                                      | Cardinals de Louisville       |
| 17    | Rashad Vaughn           | Meneur            | États-Unis                       | Bucks de Milwaukee                                                     | Rebels d'UNLV                 |
| 18    | Sam Dekker              | Ailier            | États-Unis                       | Rockets de Houston (en provenance de La Nouvelle-Orléans)              | Badgers du Wisconsin          |
| 19    | Jerian Grant            | Meneur            | États-Unis                       | Wizards de Washington (transféré à New York via Atlanta)               | Fighting Irish de Notre Dame  |
| 20    | Delon Wright            | Meneur Arrière    | États-Unis                       | Raptors de Toronto                                                     | Utes de l'Utah                |
| 21    | Justin Anderson         | Arrière Ailier    | États-Unis                       | Mavericks de Dallas                                                    | Cavaliers de la Virginie      |
| 22    | Bobby Portis            | Ailier fort       | États-Unis                       | Bulls de Chicago                                                       | Razorbacks de l'Arkansas      |
| 23    | Rondae Hollis-Jefferson | Ailier            | États-Unis                       | Trail Blazers de Portland (transféré à Brooklyn)                       | Wildcats de l'Arizona         |
| 24    | Tyus Jones              | Meneur            | États-Unis                       | Cavaliers de Cleveland (transféré à Minnesota)                         | Blue Devils de Duke           |
| 25    | Jarell Martin           | Ailier fort       | États-Unis                       | Grizzlies de Memphis                                                   | Tigers de LSU                 |
| 26    | Nikola Milutinov        | Pivot             | Serbie                           | Spurs de San Antonio                                                   | KK Partizan Belgrade (Serbie) |
| 27    | Larry Nance, Jr.        | Ailier fort       | États-Unis                       | Lakers de Los Angeles (en provenance de Houston)                       | Cowboys du Wyoming            |
| 28    | R. J. Hunter            | Arrière           | États-Unis                       | Celtics de Boston (en provenance des Clippers)                         | Panthers de Georgia State     |
| 29    | Chris McCullough        | Ailier fort       | États-Unis                       | Nets de Brooklyn (en provenance d'Atlanta)                             | Orange de Syracuse            |
| 30    | Kevon Looney            | Ailier fort       | États-Unis                       | Warriors de Golden State                                               | Bruins d'UCLA                 |

### Deuxième tour
| Choix | Nom                  | Position          | Nationalité | Équipe                                                                                         | Provenance                        |
| ----- | -------------------- | ----------------- | ----------- | ---------------------------------------------------------------------------------------------- | --------------------------------- |
| 31    | Cedi Osman           | Arrière Ailier    | Turquie     | Timberwolves du Minnesota (transféré à Cleveland)                                              | Anadolu Efes (Turquie)            |
| 32    | Montrezl Harrell     | Ailier fort       | États-Unis  | Rockets de Houston (en provenance de New York)                                                 | Cardinals de Louisville           |
| 33    | Jordan Mickey        | Ailier            | États-Unis  | Celtics de Boston (en provenance de Philadelphie, via Miami)                                   | Tigers de LSU                     |
| 34    | Anthony Brown        | Ailier            | États-Unis  | Lakers de Los Angeles                                                                          | Cardinal de Stanford              |
| 35    | Willy Hernangómez    | Pivot             | Espagne     | 76ers de Philadelphie (en provenance d'Orlando) , (transféré à New York)                       | CDB Séville (Espagne)             |
| 36    | Rakeem Christmas     | Ailier fort Pivot | États-Unis  | Timberwolves du Minnesota (en provenance de Sacramento, via Houston) , (transféré à Cleveland) | Orange de Syracuse                |
| 37    | Richaun Holmes       | Ailier fort Pivot | États-Unis  | 76ers de Philadelphie (en provenance de Denver, via Minnesota, Portland et Houston)            | Falcons de Bowling Green          |
| 38    | Darrun Hilliard      | Arrière           | États-Unis  | Pistons de Détroit                                                                             | Wildcats de Villanova             |
| 39    | Juan Pablo Vaulet    | Ailier            | Argentine   | Hornets de Charlotte (transféré à Brooklyn)                                                    | Estudiantes de Bahía Blanca       |
| 40    | Josh Richardson      | Arrière           | États-Unis  | Heat de Miami                                                                                  | Volunteers du Tennessee           |
| 41    | Pat Connaughton      | Ailier            | États-Unis  | Nets de Brooklyn (transféré à Portland)                                                        | Fighting Irish de Notre Dame      |
| 42    | Olivier Hanlan       | Meneur            | Canada      | Jazz de l'Utah                                                                                 | Eagles de Boston College          |
| 43    | Joseph Young         | Meneur            | États-Unis  | Pacers de l'Indiana                                                                            | Ducks de l'Oregon                 |
| 44    | Andrew Harrison      | Meneur            | États-Unis  | Suns de Phoenix (transféré à Memphis)                                                          | Wildcats du Kentucky              |
| 45    | Marcus Thornton      | Meneur            | États-Unis  | Celtics de Boston                                                                              | Tribe de William & Mary           |
| 46    | Norman Powell        | Arrière           | États-Unis  | Bucks de Milwaukee (transféré à Toronto)                                                       | Bruins d'UCLA                     |
| 47    | Artūras Gudaitis     | Pivot             | Lituanie    | 76ers de Philadelphie (en provenance de La Nouvelle-Orléans, via Clippers et Washington)       | Žalgiris Kaunas (Lituanie)        |
| 48    | Dakari Johnson       | Pivot             | États-Unis  | Thunder d'Oklahoma City                                                                        | Wildcats du Kentucky              |
| 49    | Aaron White          | Ailier fort       | États-Unis  | Wizards de Washington                                                                          | Hawkeyes de l'Iowa                |
| 50    | Marcus Eriksson      | Arrière           | Suède       | Hawks d'Atlanta (en provenance de Toronto)                                                     | FC Barcelone (Espagne)            |
| 51    | Tyler Harvey         | Meneur            | États-Unis  | Orlando Magic (en provenance de Chicago)                                                       | Eagles d'Eastern Washington       |
| 52    | Satnam Singh Bhamara | Pivot             | Inde        | Mavericks de Dallas                                                                            | IMG Academy (en)                  |
| 53    | Sir'Dominic Pointer  | Ailier            | États-Unis  | Cavaliers de Cleveland (en provenance de Portland, via Cleveland, Chicago et Denver)           | Red Storm de Saint John           |
| 54    | Dani Díez            | Ailier            | Espagne     | Jazz de l'Utah (en provenance de Cleveland) , (transféré à Portland)                           | Gipuzkoa (Espagne)                |
| 55    | Cady Lalanne         | Ailier fort       | Haïti       | Spurs de San Antonio                                                                           | Minutemen d'UMass                 |
| 56    | Branden Dawson       | Ailier            | États-Unis  | Pelicans de La Nouvelle-Orléans (en provenance de Memphis) , (transféré aux Clippers)          | Spartans de Michigan State        |
| 57    | Nikola Radičević     | Meneur            | Serbie      | Nuggets de Denver (en provenance des Clippers)                                                 | CDB Séville (Espagne)             |
| 58    | J. P. Tokoto         | Arrière Ailier    | États-Unis  | 76ers de Philadelphie (en provenance de Houston)                                               | Tar Heels de Caroline du Nord     |
| 59    | Dimitrios Agravanis  | Ailier fort       | Grèce       | Hawks d'Atlanta                                                                                | Olympiakós (Grèce)                |
| 60    | Luka Mitrović        | Ailier fort       | Serbie      | 76ers de Philadelphie (en provenance de Golden State via Indiana)                              | Étoile rouge de Belgrade (Serbie) |

## Joueurs notables non draftés
| Nom                   | Position          | Nationalité            | Provenance                     |
| --------------------- | ----------------- | ---------------------- | ------------------------------ |
| Nicolás Brussino      | Arrière Ailier    | Argentine              | Regatas Corrientes (Argentine) |
| Quinn Cook            | Meneur            | États-Unis             | Duke                           |
| Michael Frazier II    | Arrière           | États-Unis             | Florida                        |
| Treveon Graham        | Arrière           | États-Unis             | VCU                            |
| Javonte Green         | Arrière Ailier    | États-Unis             | Radford                        |
| Aaron Harrison        | Arrière           | États-Unis             | Kentucky                       |
| William Howard        | Arrière           | France                 | Denain Voltaire (France)       |
| Vince Hunter          | Ailier            | États-Unis             | UTEP                           |
| Stanton Kidd          | Ailier            | États-Unis             | Colorado State                 |
| T. J. McConnell       | Meneur            | États-Unis             | Arizona                        |
| Alfonzo McKinnie      | Ailier            | États-Unis             | Green Bay                      |
| Luis Montero          | Arrière           | République dominicaine | Westchester CC                 |
| Maurice Ndour         | Ailier fort       | Sénégal                | Ohio                           |
| Royce O'Neale         | Ailier            | États-Unis             | Baylor                         |
| Kevin Pangos          | Meneur            | Canada                 | Gonzaga                        |
| Vincent Poirier       | Pivot             | France                 | Paris-Levallois (France)       |
| Chasson Randle        | Meneur            | États-Unis             | Stanford                       |
| Juan Toscano-Anderson | Ailier            | Mexique                | Marquette                      |
| Julian Washburn       | Ailier            | États-Unis             | UTEP                           |
| Briante Weber         | Meneur            | États-Unis             | VCU                            |
| Greg Whittington      | Ailier fort       | États-Unis             | Georgetown                     |
| Alan Williams         | Ailier fort Pivot | États-Unis             | UC Santa Barbara               |
| Christian Wood        | Ailier fort       | United States          | UNLV                           |